# Giorgio Brigno
Giorgio Brigno, altrimenti noto come Giorgio Brigno da Milano o Giorgio da Milano detto Il Brigno (Milano, ... – Termini Imerese, 17 giugno 1503), è stato uno scultore italiano.

## Biografia
Giorgio da Milano nasce a Milano nella seconda metà del XV secolo. Appartiene alla corrente lombarda già attiva presso la Corte Partenopea. I componenti in cerca di nuove committenze si spingono più a sud stabilendosi in parte a Messina, a Palermo e relative province. La corrente introduce in Sicilia lo stile Rinascimentale con opere d'arte sacra e profana che spaziano dai monumenti celebrativi a quelli commemorativi. Dedito alla statuaria in qualità di sculptores o magistri marmorarii, anche come costruttori e architetti fabricatores, il Brigno è annoverato nell'elenco del Privilegium pro marmorariis et fabricatoribus stilato in Palermo il 18 settembre 1487 e spesso citato nella monumentale opera di Gioacchino Di Marzo negli anni 1868 - 1880 circa la scultura e gli artisti operanti in Sicilia a cavallo del XIV, XV e XVI secolo. Giunto in Sicilia lavora a Palermo nella bottega di Domenico Gagini.
È considerato dal Pitruzzella uno dei migliori artisti del Rinascimento siciliano.
È seppellito nella chiesa del Carmine di Palermo.
Parecchie opere autografe sono presenti in città e nel comprensorio di Palermo: Castelbuono, Castronovo di Sicilia, Polizzi Generosa, Termini Imerese. Altre, sempre di grande valore artistico, si trovano a Mistretta, Modica, Naro, Nicosia.

## Opere

### Provincia di Enna
- 1498, Madonna della Catena, statua marmorea, opera custodita nella chiesa di Santa Croce di Nicosia.[1]

### Provincia di Messina
- 1493, Portale, manufatto marmoreo, sull'architrave sono presenti tre medaglioni raffiguranti San Pietro e San Paolo, in posizione centrale lo stemma regio con le insegne della città. Nella lunetta è raffigurata Nostra Donna col Bambino fra Sant'Agata e Santa Lucia, opera presente nella chiesa Madre di Santa Lucia di Mistretta.[1]
- 1495, Madonna dei Miracoli, statua marmorea, opera presente nella cappella omonima della chiesa Madre di Santa Lucia di Mistretta.
- 1493, Santa Caterina d'Alessandria, statua marmorea, opera custodita nella chiesa di Santa Caterina d'Alessandria di Mistretta.[1]

### Provincia di Palermo
- 1493, Ciborio, manufatto marmoreo costituito da due coppie di colonne tortili disposte su due ordini con pinnacoli terminali. Al primo ordine coppie d'angeli reggono panneggi a mo' di baldacchino, il tabernacolo centrale è delimitato da dodici angeli genuflessi, nella predella la scena centrale dell'Ultima Cena, ai lati i rimanenti Apostoli e Profeti. Sei riquadri interni alle coppie di colonnine raffigurano i quattro Evangelisti e i Dottori della Chiesa. Al secondo ordine, sulla cornice con iscrizione, è collocata la Crocifissione di Gesù, due figure di santi ai lati, il tutto sormontato dalla lunetta contenente il rilievo della Natività di Gesù. Chiude il manufatto il mezzobusto del Padre Eterno benedicente sorretto da angeli. Opera custodita nel duomo antico di Maria Santissima Assunta di Castelbuono.[1]
- 1498, San Pietro Apostolo in trono, statua marmorea, opera custodita nella chiesa di Pietro Apostolo di Castronovo di Sicilia.[1]
- 1489, Tabernacolo, manufatto marmoreo, commissione in collaborazione con Domenico, Giovanni Gagini e Andrea Mancino, opera custodita nella Cappella del Sacramento della basilica di San Pietro di Collesano.
- XV secolo. Pietà, gruppo scultoreo, opera custodita nella chiesa di Santa Cita.

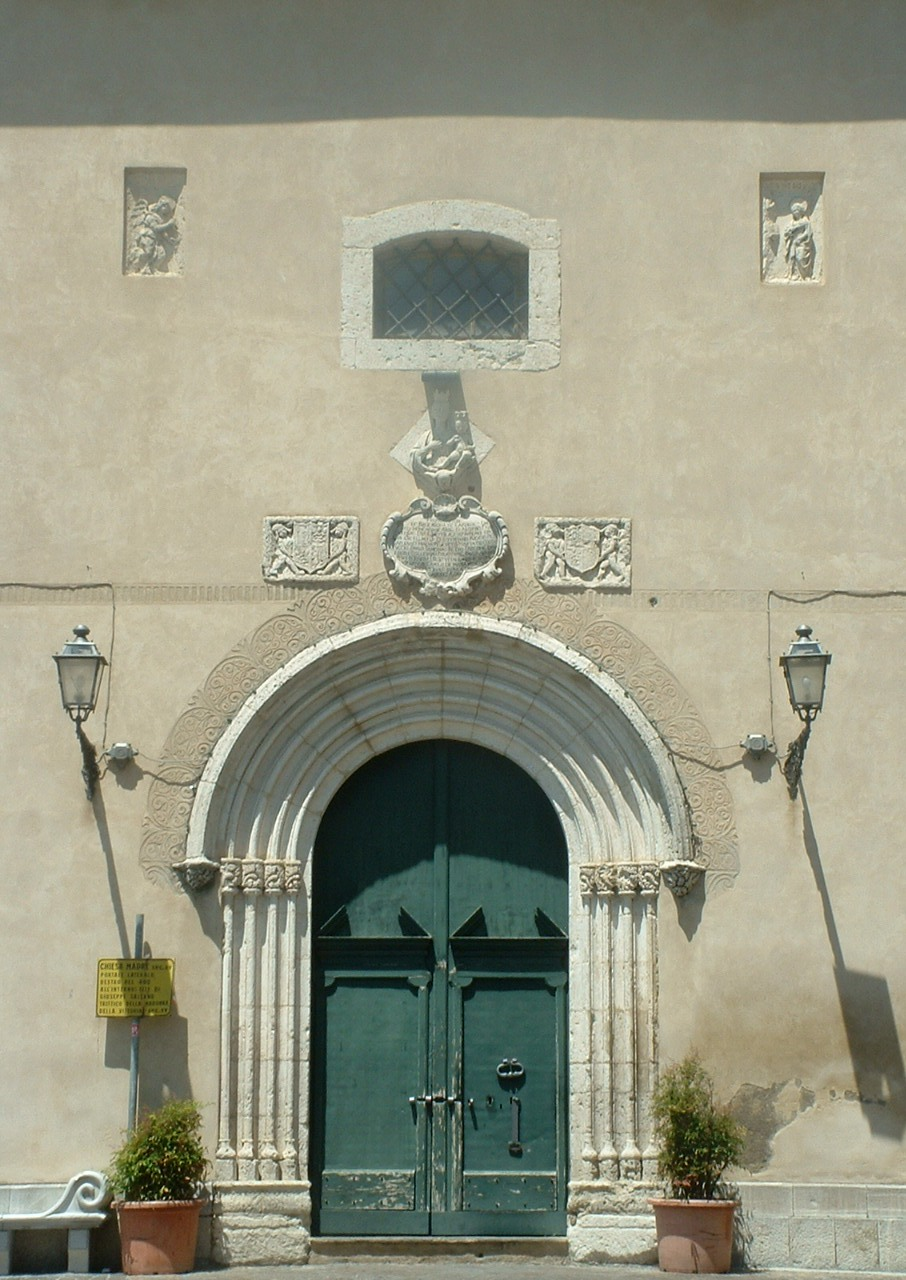
Portale secondario, basilica di Maria Santissima Assunta di Petralia Sottana.

- 1495, Madonna della Catena, statua marmorea, sullo scanello presenta in bassorilievo la Natività tra San Pietro e San Paolo, teste di cherubini alate, opera custodita presso il duomo dei Santi Pietro e Paolo Apostoli di Petralia Soprana.[2]
- 1501, Polittico dell'Assunzione raffigurante la Madonna in trono con bambino  tra Santi Pietro Paolo, polittico marmoreo, attribuzione. Nel secondo registro in alto, la Visitazione da un lato e la Natività dall'altro. Nella parte superiore sono raffigurate al centro la Dormitio Virginis, ai lati l'Annunciazione, e nella predella la Pietà delimitata dalle figure di alcuni Apostoli, opera custodita nell'abside della basilica di Maria Santissima Assunta di Petralia Sottana.[3]
- 1501, Custodia, manufatto marmoreo documentato, attribuzione. I bassorilievi raffiguranti la Madonna con il Bambino con i quattro Evangelisti e l'Annunciazione, dopo la ricostruzione dell'edificio sono incastonati sul prospetto laterale destro in corrispondenza del portale è probabilmente parte di una custodia primitiva della basilica di Maria Santissima Assunta di Petralia Sottana.[3]
- 1496, Custodia, manufatto marmoreo commissionato dalla manufatto commissionato dalla Compagnia del Sacramento per la Cappella del Sacramento, ma realizzata e completata in tempi successivi da Bartolomeo Berrettaro, Pier Paolo di Paolo Romano, Luigi di Battista, decorata da Johannes de Matta. Opera raffigurante la Trasfigurazione di Cristo, scene varie, Mosè, Elia e Apostoli. Il Cristo Trasfigurato dopo il disassemblaggio, assieme ad altre figure è collocato all'esterno della facciata nel portico, in seguito nella Cappella di San Giuseppe, i profeti inseriti nei pilastri del cappellone, le figure degli apostoli confinate in un magazzino. Opera custodita nella chiesa di Santa Maria Assunta di Polizzi Generosa.[4]
- XV secolo, Fonte Battesimale, manufatto marmoreo, attribuzione, con scene dell'Annunciazione, della Natività, Adorazione dei Magi, Battesimo di Gesù, opera custodita nella chiesa di Santa Maria Assunta di Polizzi Generosa.
- 1484, Arco, manufatto marmoreo commissionato per la Cappella Bruno, opera documentata nella chiesa di Santa Maria di Gesù di Termini Imerese.[5]
- 1487, Nostra Donna del Soccorso o Madonna della mazza, statua marmorea, opera commissionata per la chiesa di San Vincenzo Ferreri del convento dell'Ordine dei frati predicatori e poi trasferita nel duomo di San Nicola Bari di Termini Imerese.[5][6]
- 1497, Santa Maria di Gesù, statua marmorea, opera custodita nella chiesa di Santa Maria di Gesù di Termini Imerese.[5]
- Ciborio di marmo, opera non firmata, ma da attribuirsi a Giorgio da Milano, custodita nella Chiesa SS Giovanni e Paolo di Pollina.

### Provincia di Ragusa
- 1507, Signora del Soccorso o Madonna della mazza, statua marmorea, opera proveniente dalla primitiva chiesa di Santa Maria del Soccorso all'antica chiesa di Santa Maria del Soccorso. Con la demolizione di quest'ultima avvenuta nel 1927, l'opera è pervenuta nel duomo di San Pietro di Modica.